# Italiaanse ijshockeyploeg (mannen)
De Italiaanse ijshockeyploeg is een team van ijshockeyers dat Italië vertegenwoordigt bij internationale wedstrijden. 
De ploeg nam vanaf 1930 deel aan het wereldkampioenschap in de hoogste klasse tot het in 2002 daaruit degradeerde. Na promotie in 2005 volgden in een periode van 11 jaar (t/m de promotie in 2016) nog 4 degradaties en evenzovele promoties zodat de ploeg in 2017 weer in de topdivisie uitkomt.
De ploeg nam 9 keer deel aan de Olympische Spelen met als beste prestatie een 7e plaats in 1956. 

## Deelname aan de Olympische Spelen
- 9/12e plaats in 1936
- 8e plaats in 1948
- 7e plaats in 1956
- 15e plaats in 1964
- 9e plaats in 1984
- 12e plaats in 1992
- 9e plaats in 1994
- 12e plaats in 1998
- 11e plaats in 2006